# Jackeline Rentería
Jackeline Renteria Castillo ODB, (Cali, Valle del Cauca, Colòmbia, 23 de febrer de 1986), és una lluitadora colombiana doble guanyadora de la medalla de bronze en dues versions diferents de Jocs Olímpics.

## Biografia

### Jocs Olímpics
La seva primera participació en una olimpíada va ocórrer als Pequín 2008, va avançar fins a semifinals on va ser derrotada per la representant de la Xina Xu Li en la semifinal, havent de disputar el combat de consolació; allí va derrotar en el combat pel tercer lloc la romanesa Ana Paval 5-0 mitjançant immobilització per conquistar la medalla de bronze, segona per a Colòmbia en aquesta olimpíada, primera en aquest esport i onzena en el seu historial.
En l'olimpíada de Londres 2012, obté la seva segona medalla de bronze; novament arriba a semifinals on cau davant la canadenca Tonya Verbeek del Canadà i eventual medalla de plata. S'alça amb la medalla de bronze després de derrotar a la ucraïnesa Tetyana Lazareva per 3-1 qui habia arribat al repechaje després de perdre també amb la canadenca Verbeek en els quarts de final. Es va convertir en la primera dona esportista colombiana a aconseguir medalla en dues olimpíades i la medalla número 17 per a Colòmbia en la seva història olímpica, després de Helmut Bellingrodt que va obtenir dues medalles de plata en Tir Esportiu als olímpics de Los Angeles 1984 i Múnic 1972, abans que ho aconseguís Yury Alvear a Londres 2012 i Rio 2016 amb plates en judo, i Caterine Ibarguen i Óscar Figueroa els qui van guanyar plata a Londres 2012 i or a Rio 2016 en triple salt i aixecament de peses categoria de 62Kg respectivament.